# LM-51 Korčula
LM-51 Korčula je ratni brod u sastavu flote Hrvatske ratne mornarice. Klasificiran je kao lovac mina (mali protuminski brod). Porinut je 2006. godine, a iste je godine ušao u sastav flote. Izgrađen je u brodogradilištu Montmontaža-Greben iz Vela Luke, u suradnji s Brodarskim institutom iz Zagreba, Pomorskim centrom za elektroniku iz Splita, Inženjeringom za industrijsku elektroniku iz Zagreba i stručnih službi Ministarstva obrane. 
Brod je prve prototipne plovidbe trebao izvršiti već 2007. no zbog kvarova na pogonskom sustavu to je odgođeno do 2008.

## Projekt i gradnja
Odluka o gradnji protuminskog broda donesena je 1993., a gradnja je započela 1994. godine. Unatoč velikim očekivanjima, gradnja broda tekla je dosta sporo tako da je do 1997. dovršen veći dio trupa, a unutrašnjost broda bila je tek djelomično opremljena. 2004. MORH raskida ugovor s Brodarskim institutom i dovršetak minolovca povjerava Montmontaži-Greben dok je Brodarski institut izradio projekt broda i cjelokupnu tehničku dokumentaciju te isporučio kao proizvođač nekoliko bitnih sustava za funkcioniranje broda (sustav upravljanja brodom, sustav za hidroakustičnu prognozu, sustav za protuminsku borbu, sustav za automatsku kompenzaciju brodskog magnetizma, sustav za nadzor vlastitog šuma, mehanizmi za spuštanje i okretanje antene pramčanog sonara i antene uređaja za podvodno praćenje). Pomorski centar za elektroniku (PCE)  iz Splita isporučio je sustav unutarnjih i vanjskih brodskih veza te dio navigacijskog sustava, Inženjering za industrijsku elektroniku (IEL)  iz Zagreba isporučio je sustav upravljanja i nadzora propulzijskim i brodskim sustavima. Praćenje gradnje nadzirale su stručne službe MORH-a.

## Karakteristike
Brod je izgrađen je iz stakloplastike, amagnetskih materijala, a elastično temeljen pogonski sustav omogućava mu i nisku akustičnu zamjetljivost.
Brod ima dva glavna dizelska motora tipa MTU 8V 183 TE62 snage po 365 kW, koji su smješteni u glavnoj strojarnici te tri dizelska generatora MTU-ULJANIK (2x100 kVA, 1x30 kVA), koji se nalaze u pomoćnoj strojarnici.
Pogonski i upravljački sustavi omogućuju održavanje pozicije unutar kruga polumjera 15 m, dok je točnost plovidbe po zadanoj putanji unutar odstupanja od 7,5 m. Maksimalna brzina Korčule je 12 čvorova, a brzina krstarenja 10 čv. Brzinom krstarenja od 9 čv može preploviti 1000 nautičkih milja.

## Oprema i naoružanje
Osnovna namjena ovog broda je otkrivanje, lociranje i identifikacija na dnu ležećih i sidrenih mina, te njihovo obilježavanje ili uništavanje. Zbog toga je opremljen brodskim sustavom podvodnog motrenja koji obuhvaća tegljeni i pramčani sonar, sustavom podvodnog protuminskog plovila SuperSeaROVER i taktičkom konzolom CMS 2000. Za zadaće klasičnog minolova opremljenje sustavom mehaničke divergentne minolovke MDL-3. 
Od veće specijalne opreme na brodu se nalazi minersko vitlo s tri bubnja, elektrohidraulička zglobna dizalica, elektrohidraulički agregat za pogon minerskog vitla i dizalice, podvodno plovilo sa svojim vitlom i tegljeni sonar sa svojim vitlom, pramčani sonar s mehanizmom za spuštanje i zakretanje antene sonara, uređaj za podvodno praćenje i mehanizam za spuštanje njegove antene. Brod je opremljen specijalnom opremom za mehanički minolov, kao što su dubinski i širinski zmajevi, noseći plovci širinskog zmaja, sidreni plovci za obilježavanje.
Brod je naoružan jednim automatskim topom kalibra 20 mm smještenim na pramcu te ručnim protuzračnim raketama.

## Namjena

### Protuminska borba
Osnovna namjena ovog broda je otkrivanje, lociranje i identifikacija na dnu ležećih i sidrenih mina, te njihovo obilježavanje ili uništavanje. Protuminska borba zbog svoje složenosti predstavlja veliki projektni i tehnološki pothvat. Naime, dok drugi tipovi ratnih brodova mogu poduzimati operacije izbjegavajući područje glavne opasnosti, protuminski brod mora ući u područje maksimalnog rizika, u minsko polje koje svojom razornom moći i nepredvidljivim djelovanjem trenutačno kažnjavaju bilo kakvu površnost u projektu ili tehnološku nepripremljenost za takvog protivnika. Stoga je protuminski brod jedan od najsloženijih proizvoda ratne brodogradnje zbog brojnosti ugrađenih sustava i složenosti njihove konstrukcije.
LM-51 Korčula je mali protuminski brod koji predstavlja jedinstveno rješenje takvog broda u svijetu, jer je osposobljen za obavljanje zadaća i minolova i lova morskih mina. Minolov i lov mina su dvije temeljne tehnike razminiravanja morskih mina. Pri minolovu, koji je zapravo čišćenje minskih polja, rabe se minolovke (mehaničke, akustične ili magnetske), koje tegle brodovi minolovci (engl. mineswepers). Mehaničkim minolovkama se uz pomoć posebnih mehaničkih ili eksplozivnih rezača režu sidreni lanci ili čelik-čela sidrenih mina, dok se akustičnim ili magnetskim minolovkama aktiviraju odgovarajući senzori morskih mina. Lov mina predstavlja pojedinačno traženje i uništavanje morskih mina. Naime, čišćenje minskih polja minolovkama relativno je jednostavno i brzo, ali ne jamči uspjeh, pogotovo ako polje sadrži mine s egzotičnim senzorima. Lov mina je niz postupaka određenog redoslijeda: nadzor plovnih puteva, traženje mina, detekcija, klasifikacija, identifikacija i neutralizacija. Za lov mina se rabe brodovi lovci mina (engl. minehunter), koji uz pomoć sonara i daljinski upravljanih podvodnih plovila traže i uništavaju mine.
LM-51 Korčula u potpunosti zadovoljava kriterije protuminskog broda:
- otpornost na udar koji nastaje eksplozijom mine te sigurnost posade:

Konstrukcija brodskog trupa je, osim nadgrađa, u cijelosti izvedena od staklom ojačane poliesterske smole, te je sva vitalna oprema elastično temeljena. Pri tome je vanjska oplata trupa, zbog dobre otpornosti na opterećenje od podvodne eksplozije, izvedena kao debeli neorebreni laminat, a opterećenja preuzima kao debela ljuska, poduprta poprečnim pregradama i palubom. Radi se o novitetu u brodograđevnoj praksi, tzv. monoquoq konstrukciji koju su prvi put primijenili francuski stručnjaci početkom devedesetih godina pri gradnji svojih minolovaca. Dakle, trup broda nema orebrenje (uzdužne i poprečne nosače), kao što je slučaj kod uobičajene konstrukcije trupa koja se primjenjuje pri gradnji brodova. Kako bi se dodatno pojačala konstrukcija, dio pregrada i paluba izvedeni su kao troslojni sendvič paneli s jezgrom od ekspandiranog PVC-a. Uz to, trup broda je s vodonepropusnim pregradama podijeljen na osam vodonepropusnih prostora. Cijelo je nadgrađe izvedeno u obliku zatvorene kutije, koja se elastično temelji na palubu kaštela, što daje zaštitu posadi koja se nalazi u nadgrađu. Zbog toga su protuminski sustavi i sustav upravljanja brodom u potpunosti automatizirani i koncipirani na način koji omogućuje da tijekom obavljanja protuminskih radnji sva posada bude u elastično temeljenom nadgrađu, osim u tijeku pripremnih i završnih radova, kada je potrebno da određen broj članova posade bude na palubi.
- malo akustično polje broda:

Kako bi se smanjilo akustično polje broda, glavni i pomoćni motori dvostruko su elastično temeljeni, a na krmenim propulzorima postavljeni su sedmerokrilni vijci sa srpolikim krilima, zbog što manje šumnosti broda. Smanjenju akustičnog polja broda pridonio je i stakloplastični materijal brodskog trupa koji smanjuje emitiranje podvodnog šuma. Za nadzor vlastitog šuma broda razvijen je posebni uređaj koji služi za mjerenje razine vlastitog podvodnog šuma, ponajprije od vijaka, radi kontrole režima plovidbe u protuminskim radnjama.
- malo magnetsko polje broda i mala elektromagnetska interferencija:

Smanjenju magnetskog polja kod ovog broda najviše je pridonio nemagnetski stakloplastični materijal brodskog trupa, kao i posebno razvijeni sustav za automatsku kompenzaciju brodskog magnetizma. Uz to se vodilo računa o tome da se sva oprema i uređaji, koliko je god to bilo moguće, izrade od nemagnetskih materijala kao što su posebne aluminijske i čelične slitine.
- dobra upravljivost, brzina i pozicioniranje:

Izvrsna upravljivost osigurana je ugradnjom dva azimutna propulzora i jednim pramčanim propulzorom snage 40 kW. Trajna brzina broda u slobodnoj plovidbi, u prosječnim uvjetima službe, veća je od 10 čvorova. Pri tegljenju mehaničke minolovke brod postiže brzinu između sedam i devet čvorova. Propulzijski je sustav tako koncipiran da omogućuje kontinuiranu regulaciju brzine broda pri lovu mina u rasponu od vrlo male brzine do približno pet čvorova, kao i održavanje zadane pozicije broda. Razvijen je posebni sustav naziva "Sustav upravljanja brodom - SUB", koji preko vanjskih senzora (anemometar, dubinomjer, brzinomjer, sonde za šum) skuplja sve podatke koji bi mogli utjecati na plovidbu na određenoj putanji ili pri pozicioniranju i automatski održava zadanu poziciju ili plovnu putanju (kurs) broda upravljajući brodskom prupulzijom.
Sve funkcije, kako u automatskom (poluautomatskom), tako i u ručnom daljinskom režimu upravljanja, izvršavaju se s pulta upravljanja. Naredbe se prenose na izvršne organe propulzije, i to ovisno o režimu plovidbe na kormilarenje (okretanje po azimutu krmenih propulzora), na pogon vijaka krmenih propulzora, te na pogon pramčanog propulzora, na sve ili prema potrebi samo na neke od toga.

### Civilna uporaba
Uporabljivost prvog hrvatskog protuminskog broda u civilnim zadaćama obuhvaća sudjelovanje u podmorskim znanstveno-istraživačkim projektima, podvodnim snimanjima, pronalaženju predmeta, pomoći u podvodnim radovima. Zbog svoje opremljenosti može služiti i za nadzor morskih puteva, za traženje potonulih objekata (brodova, zrakoplova, helikoptera), snimanje arheoloških nalaza, itd. 2008. godine LM-51 je sudjelovao u potrazi i otkrivanju nestalog Lufthansinog zrakoplova pomoću svog sonara dokazujući tako svoju višestruku korisnost.